# Joice Mujuru

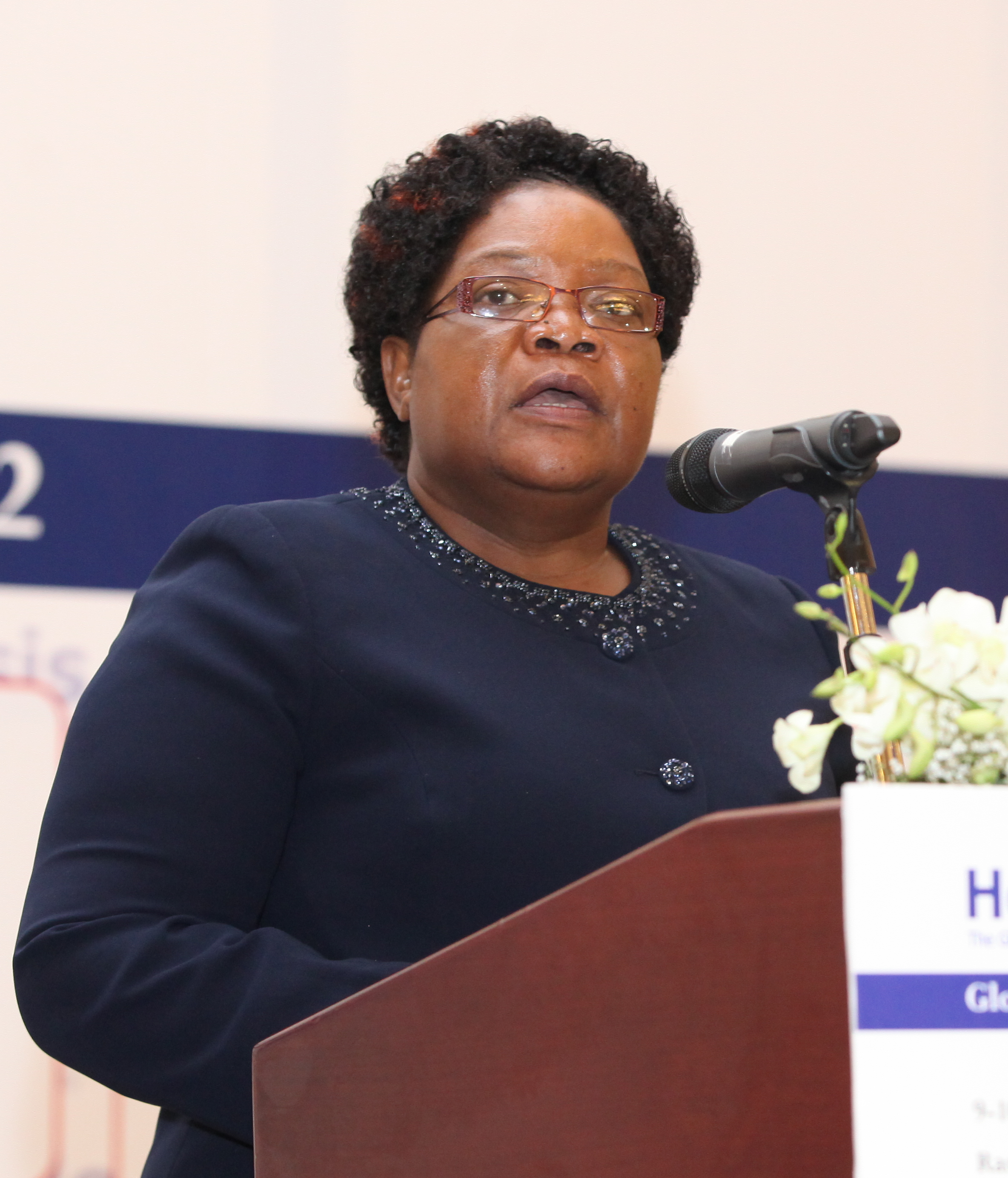
Joice Mujuru (2012)

Joice Mujuru (* 15. April 1955 im Bezirk Mount Darwin) war bis Dezember 2014 Vizepräsidentin von Simbabwe.

## Leben
Joice Mujuru verließ mit 18 Jahren vorzeitig die weiterführende Schule, um am Krieg um die Unabhängigkeit Simbabwes teilzunehmen. In dieser Zeit trug sie den Namen Teurai Ropa (deutsch: Blut verspritzen). Sie gehörte zum Generalstab der Zimbabwe African National Liberation Army (ZANLA). 1977 heiratete sie den Offizier und Politiker Solomon Mujuru (1949–2011), der stellvertretender Kommandeur der ZANLA war. Im gleichen Jahr wurde sie Mitglied des zentralen Kabinetts der Zimbabwe African National Union (ZANU) und Sekretärin für Frauenangelegenheiten. Nach dem Krieg schloss sie die Schule ab und erlangte einen Hochschulabschluss. 1980 wurde sie in das simbabwische Kabinett berufen, zunächst als dessen jüngstes Mitglied.
Von 1980 bis 1985 war sie Ministerin für Jugend, Sport und Erholung, im Anschluss Staatsministerin im Büro des Premierministers und 1988 Ministerin für Stadtentwicklung, Genossenschaften und Frauenangelegenheiten. Von 1988 bis 1996 war sie Gouverneurin der Provinz Mashonaland Central. Danach wurde sie Ministerin für Information, Post und Telekommunikation. In dieser Funktion erregte ihr Vorgehen gegen die Etablierung eines unabhängigen Mobilfunknetzes durch die Firma Econet Wireless Aufsehen, stattdessen unterstützte sie Telecel, ein Unternehmen, an dem ihr Mann beteiligt war. 1997 wurde sie Ministerin für Entwicklung von Landwirtschaft und Wasser. Seit 2004 war sie Vizepräsidentin von Simbabwe sowie der Zimbabwe African National Union – Patriotic Front (ZANU–PF).
Im Dezember 2014 entließ Präsident Mugabe Mujuru aus ihrem Amt als seine Stellvertreterin, ebenso acht Minister.